# Minoritenkloster Wien

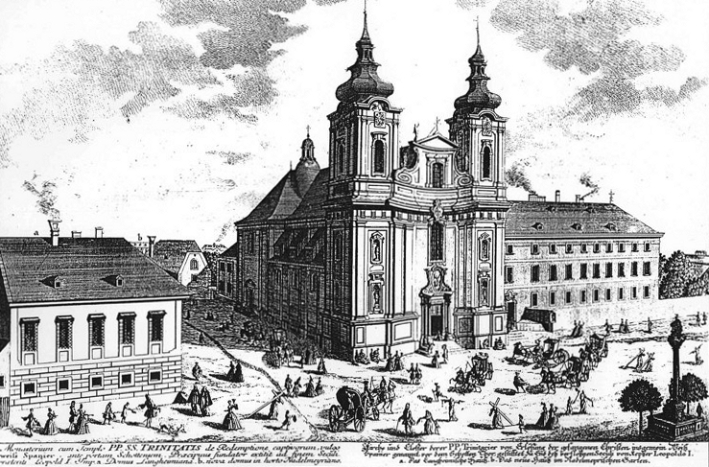
Die Alserkirche mit angebautem Kloster (1724); ein Stich von Johann August Corvinus nach einer Zeichnung von Salomon Kleiner.

Das Minoritenkloster Wien ist ein Kloster der Minoriten im Wiener Bezirksteil Alservorstadt an der Bezirksgrenze zwischen Josefstadt und Alsergrund. Es beherbergt die Zentralbibliothek der österreichischen Minoritenprovinz. Das Kloster ist mit der Alserkirche verbunden.

## Geschichte

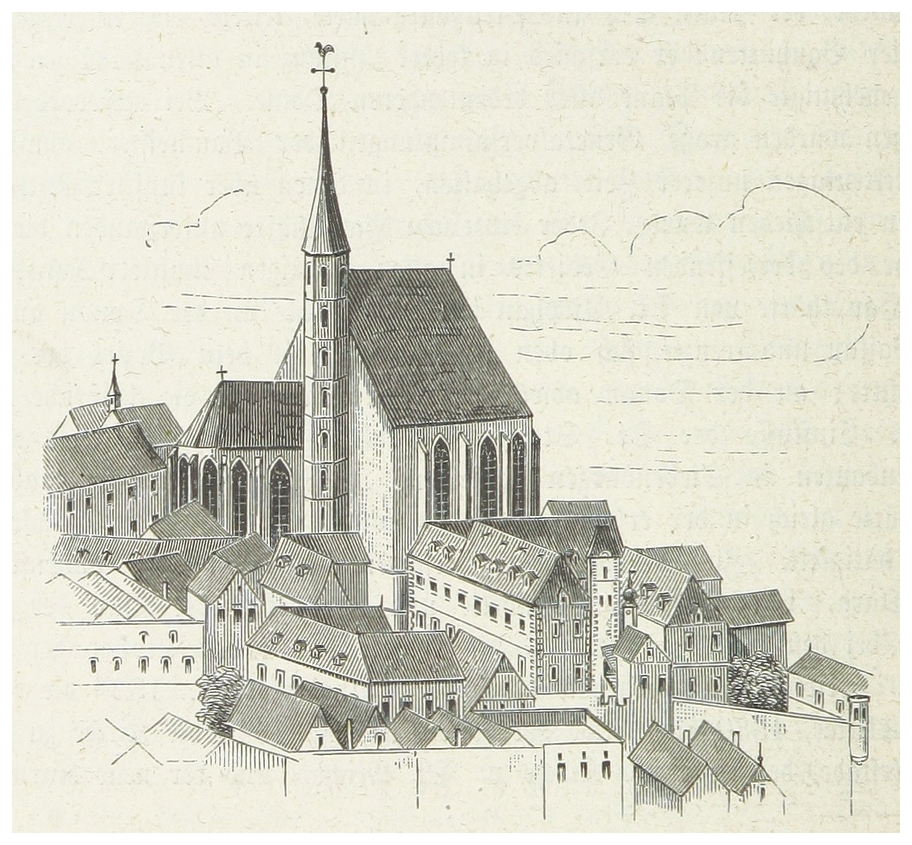
Darstellung des ursprünglichen Minoritenklosters und Kirche im 1. Bezirk (Geschichte der Stadt Wien, 1872)

Der Minoritenorden, zweitältester Orden in Wien und der älteste Zweig der seraphischen Orden, wegen der Farbe ihres Habits auch „Schwarze Franziskaner“ genannt, wurde vom heiligen Franz von Assisi 1209 gegründet. Noch zu Lebzeiten von Franz von Assisi wurden sie 1224 von Herzog Leopold VI. von Österreich nach Wien berufen und erbauten nächst der Wiener Hofburg die Minoritenkirche sowie ein Kloster. 1621 gründeten sie eine eigene Ordenshochschule, die jedoch nach der Zwangsübersiedlung des Ordens in die Alservorstadt aufgelöst wurde. Ab 1748 wurde ein Neubau des Klosters betrieben, jedoch im Zuge der Josephinischen Reformen wurde das Kloster aufgelöst (1783) und abgetragen. 1784 bezogen die Minoriten auf Anordnung von Kaiser Joseph das Kloster der Trinitarier in der Alserstraße, die von ihm verboten wurden. Weiters wurde ihnen im Zuge der neuen Pfarreinteilung die Betreuung der Pfarre Alsergrund aufgetragen. Wegen der vielen Krankenhäuser, unter anderem dem Wiener Allgemeinen Krankenhaus, sowie des ehemaligen Armen- und Findelhauses besitzt die Pfarre das größte Matrikenarchiv Europas.
Das Minoritenkloster war auch Heimstätte des k.k. Civil-Mädchen-Pensionats in Wien.

## Kreuzgang des Klosters

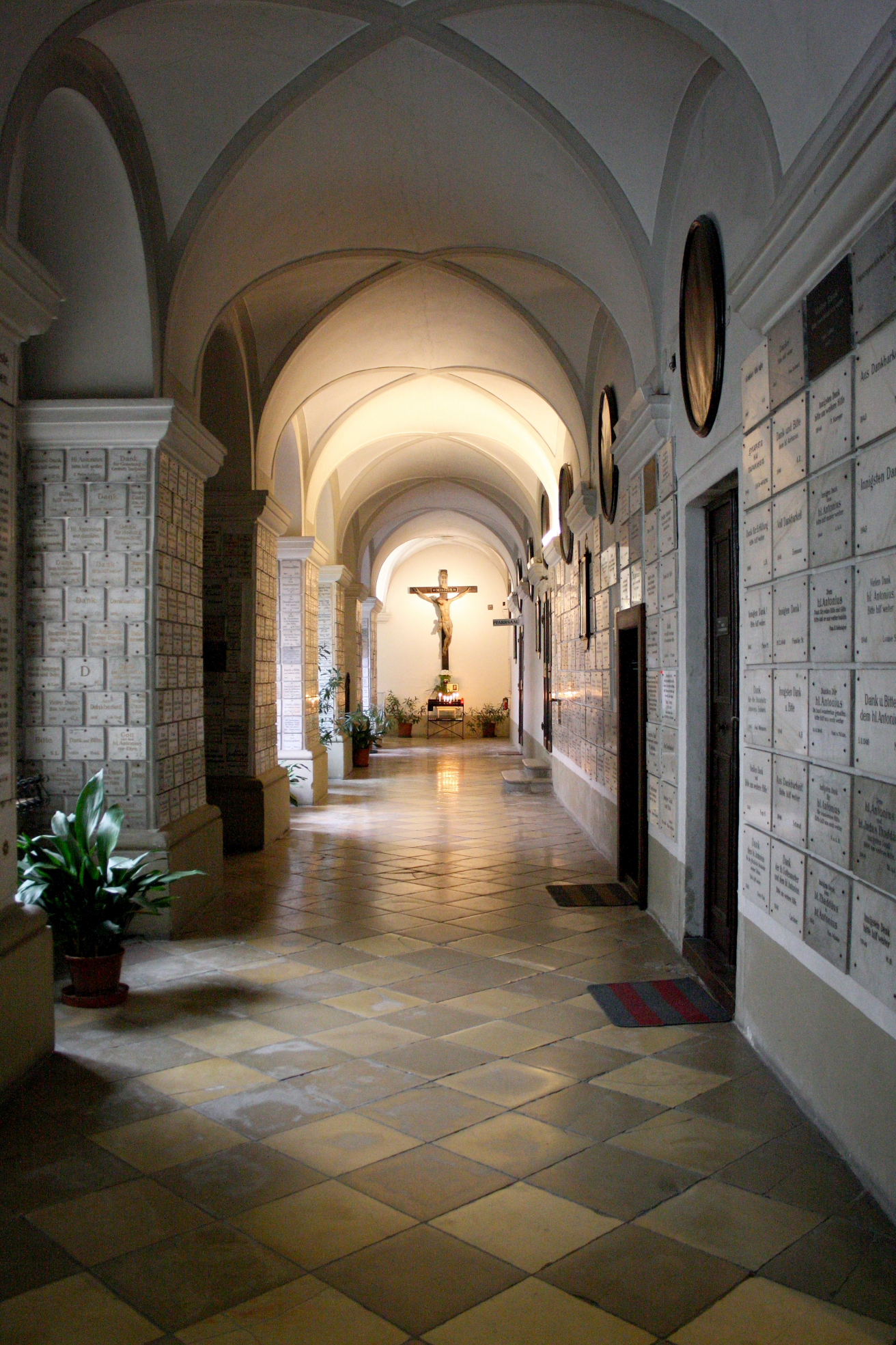
Der nördliche Kreuzgang des Minoritenklosters

Im Kreuzgang sind etwa 4300 Votivtafeln und zwei Gedenktafeln an Opfer des Nationalsozialismus angebracht. Eine ist zu Gedenken an den Profeß-Kleriker der österreichischen Minoritenprovinz Peter Blandénier. Die zweite Gedenktafel wurde vom Anrather Kreis 1949 gespendet und gedenkt an Bernhard Burgstaller (Abt), Richard Hanns Färber (Oberleutnant), Gerhard Fischer-Ledenice (Diplomkaufmann), Adolf Gubitzer (Löschmeister im Burgtheater), Hanns Georg Heintschel-Heinegg (Theologe), Heinrich Hock (Beamter der Ravag), Jakob Kastelic (Rechtsanwalt), Karl Lederer (Regierungsreferendar), Günter Josef Loch (Schriftsteller), Alfred Adalbert Miegl (Beamter der Wiener Elektrizitätswerke), Marie Schlagenhauser (Geschäftsfrau), Roman Karl Scholz (Theologieprofessor), Rudolf Wallner (Beamter der Wiener Elektrizitätswerke) und Hans Ferdinand Zimmerl (Rechtsanwaltanwärter). Weiters ist an der Südseite des Kreuzganges in einer Nische eine Gedenkstätte für den im KZ Auschwitz ermordeten Minoritenpater Maximilian Kolbe eingerichtet, die von Ernst Degasperi gestaltet wurde.

## Antoniuskapelle

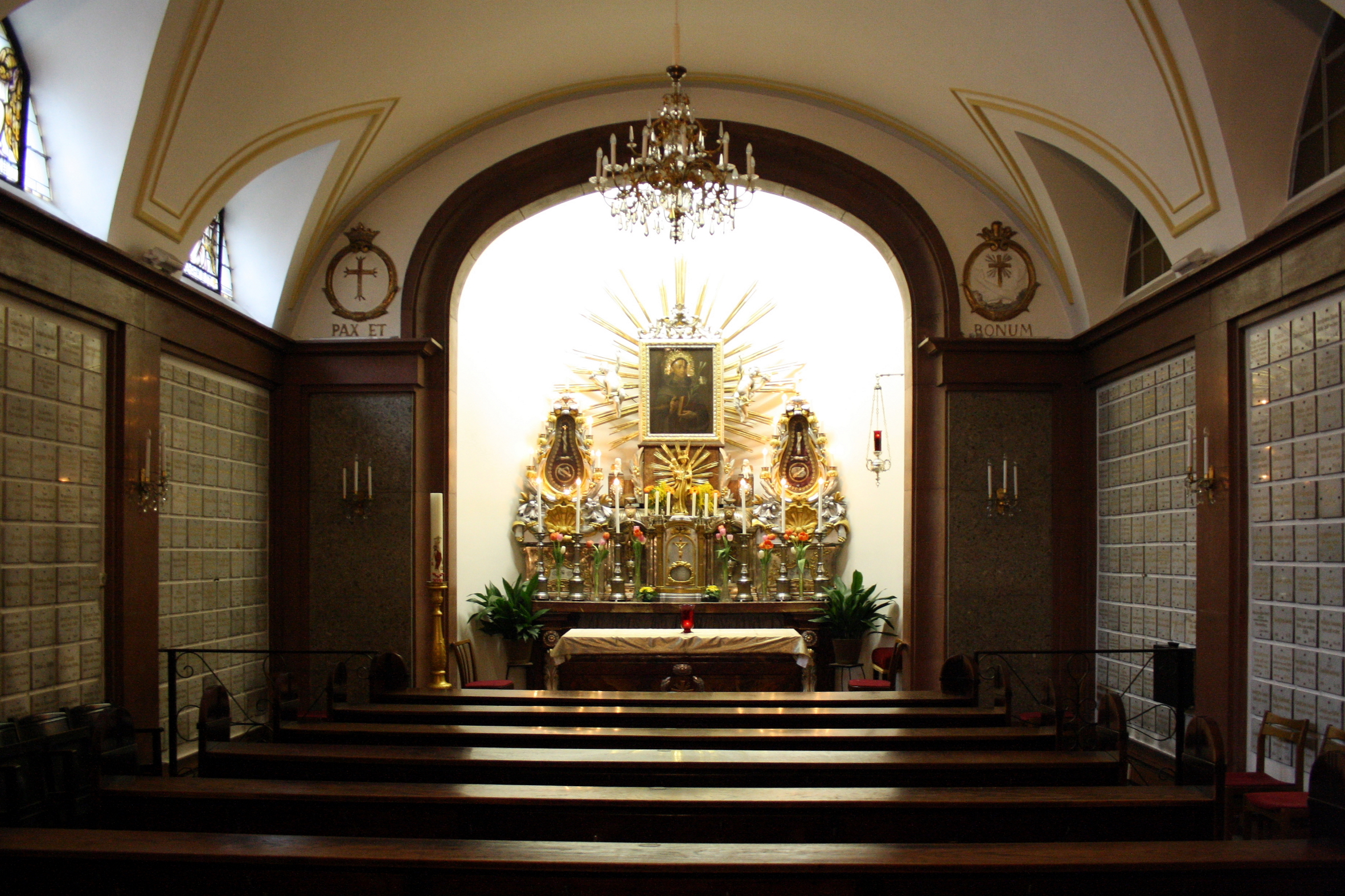
Die Antoniuskapelle im Minoritenkloster

Am hinteren Ende des Kreuzganges, neben der Kolbe-Gedenkstätte, befindet sich die Antoniuskapelle. Das Altarbild, welches aus der Zeit Kaiser Ferdinands II. stammt, zeigt den Antonius von Padua, das den Heiligen ausnahmsweise nicht mit dem Jesuskind auf dem Arm, sondern mit Lilie und Buch darstellt.
Nach der Übersiedelung der Minoriten von der Innenstadt in die Alservorstadt richteten sie in einem Gewölbe einer zugemauerten Klosterpforte die Antoniuskapelle mit dem Gnadenbild des hl. Antonius ein. Im Jahr 1928 wurde nach den Plänen von Hans Prutscher rechts der alten Kapelle eine neue gebaut und im gleichen Jahr von Kardinal Friedrich Gustav Piffl eingeweiht. 1956 wurde die Kapelle nach den Plänen von Hans Petermair innen umgebaut und neugestaltet. Im Zuge der Renovierung 1980 erfolgte eine weitere Umgestaltung des Altarraumes der Kapelle.